# 라구나역
라구나역(스페인어: Laguna)은 마드리드 지하철 6호선과 세르카니아스 마드리드 C5호선이 지나는 환승역이다. 마드리드 라티나 구 라구나 지역의 알람브라 거리와 쿠아르트 데 포블레트 거리가 만나는 교차로 지하에 있다. 요금구역상으로는 A구역에 속한다.

## 역사
1983년 6월 1일, 6호선 연장구간 개통과 함께 문을 열었다. 한동안 6호선의 시종착역으로 남아 있다가, 1995년 5월에 6호선이 시우다드 우니베르시타리아 역까지 연장 개통 및 순환선이 되면서 일반역이 되었다.
1984년 1월 19일에는 세르카니아스 마드리드 역이 문을 열었다. 처음에는 C6호선이 다니는 역으로서 1989년까지 시종착역 역할을 하였다. 1991년에는 해당 구간이 C5호선으로 편입되면서 지금은 C5호선이 다니게 되었다.
2015년 7월 4일부터는 푸에르타 델 앙헬 역에서부터 오포르토 역까지의 구간이 시설개선 공사에 들어가면서 잠시 영업을 중단하였다. 공사 마감기한은 9월 중순이었으며, 그 사이 기간 동안에는 마드리드 지하철공사에서 특별 버스 노선을 편성해 운행하였다. 공사는 2015년 9월 13일에 마무리됐다.

## 환승 정보
역 주변에 버스 정류장이 네 곳 있다.
버스
- 시내버스
  - 31, 55, 119, SE728번 노선 (주간)
  - N18번 노선 (야간)
- 시외버스
  - 500번 노선 (주간)

지하철과 세르카니아스
| 마드리드 지하철       | 마드리드 지하철       | 마드리드 지하철           |
| --------------------- | --------------------- | ------------------------- |
| 루세로 순환선         | 마드리드 지하철 6호선 | 카르페타나 순환선         |
| 세르카니아스 마드리드 |                       |                           |
| 암바하도레스 우마네스 | C5호선                | 알루체 모스톨레스-엘 소토 |